# プラウ・レーン
プラウ・レーン（Plough Lane）は、イングランド・ロンドン・マートン区ウィンブルドンにある球技専用スタジアム。AFCウィンブルドンとロンドン・ブロンコズがホームスタジアムとして使用している。

## 概要
2013年よりAFCウィンブルドンは新スタジアム建設を希望しており、2015年からクラウドファンディングなどを経て資金を調達し、2018年3月16にスタジアム建設が着工された。2020年11月3日、無観客ではあったもののドンカスター・ローヴァーズFCとのリーグ戦でこけら落しが行われ、観客の規制が解除されて迎えた2021-22シーズンのボルトン・ワンダラーズFCとのシーズン開幕戦では約7,700人の観客を集めた。
2022年1月30日、ロンドン・ブロンコズ対ウィドネス・バイキングズとの一戦にてスタジアム史上初めてラグビーリーグの試合が開催された。この試合以降ロンドン・ブロンコズはプラウ・レーンをホームスタジアムとして使用することになった。
スタジアムの命名権は地元のレコーディング会社であるチェリー・レッド・レコードが2021年9月に取得し、ザ・チェリー・レッド・レコード・スタジアム（The Cherry Red Records Stadium）と命名された。

## ギャラリー

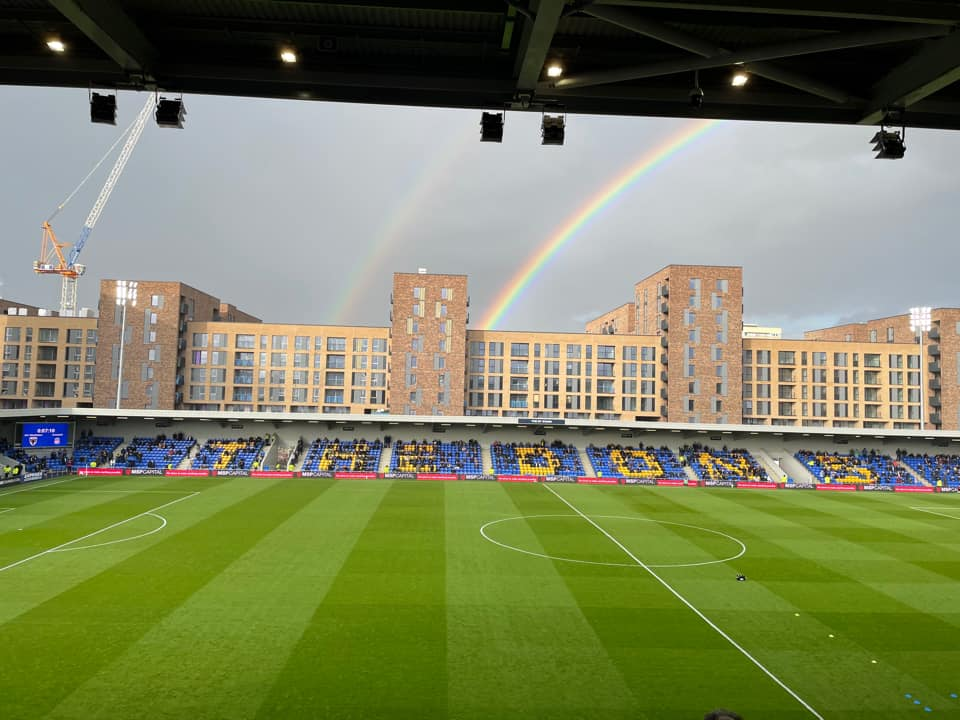
ピッチ1
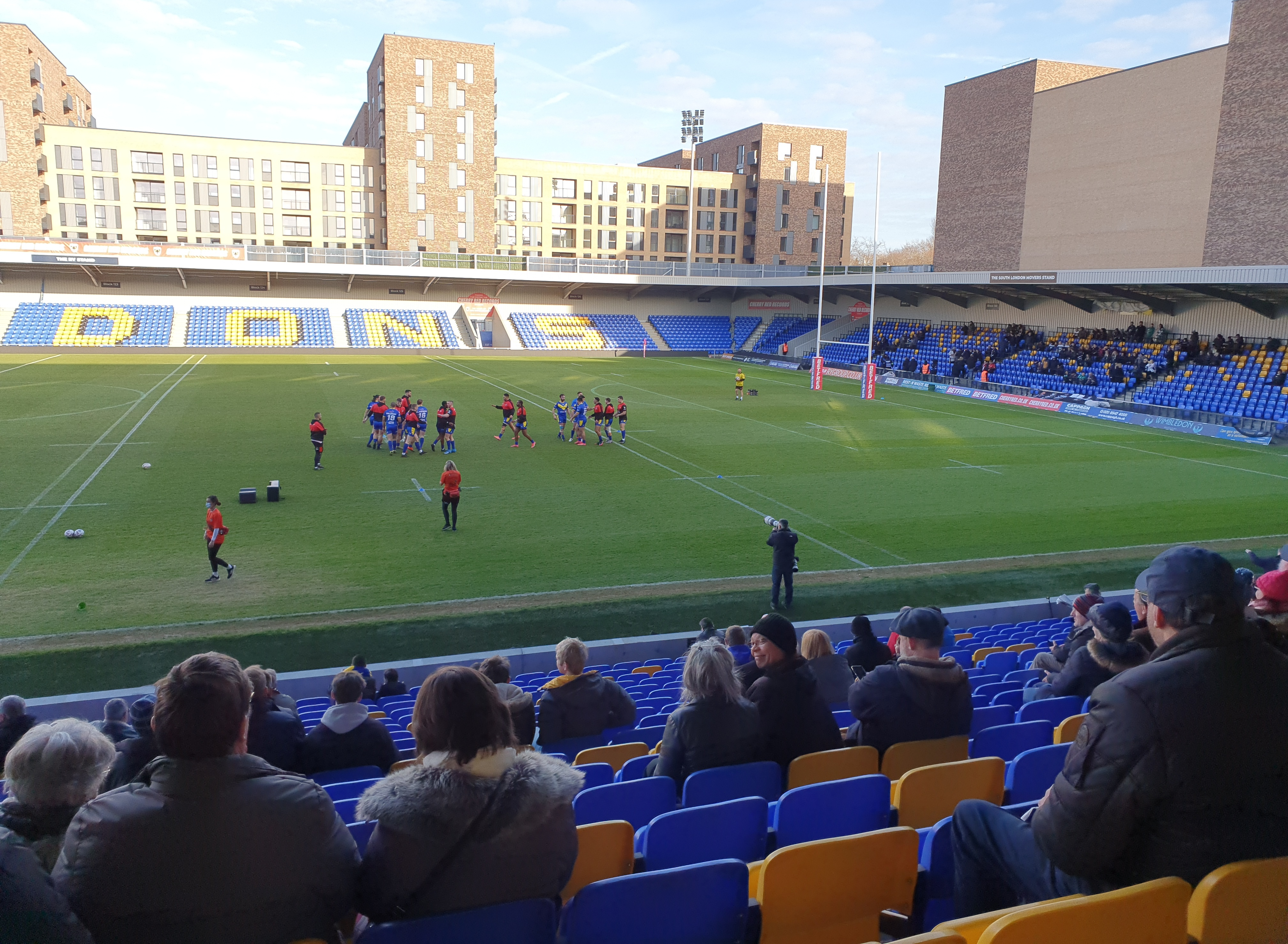
ピッチ2
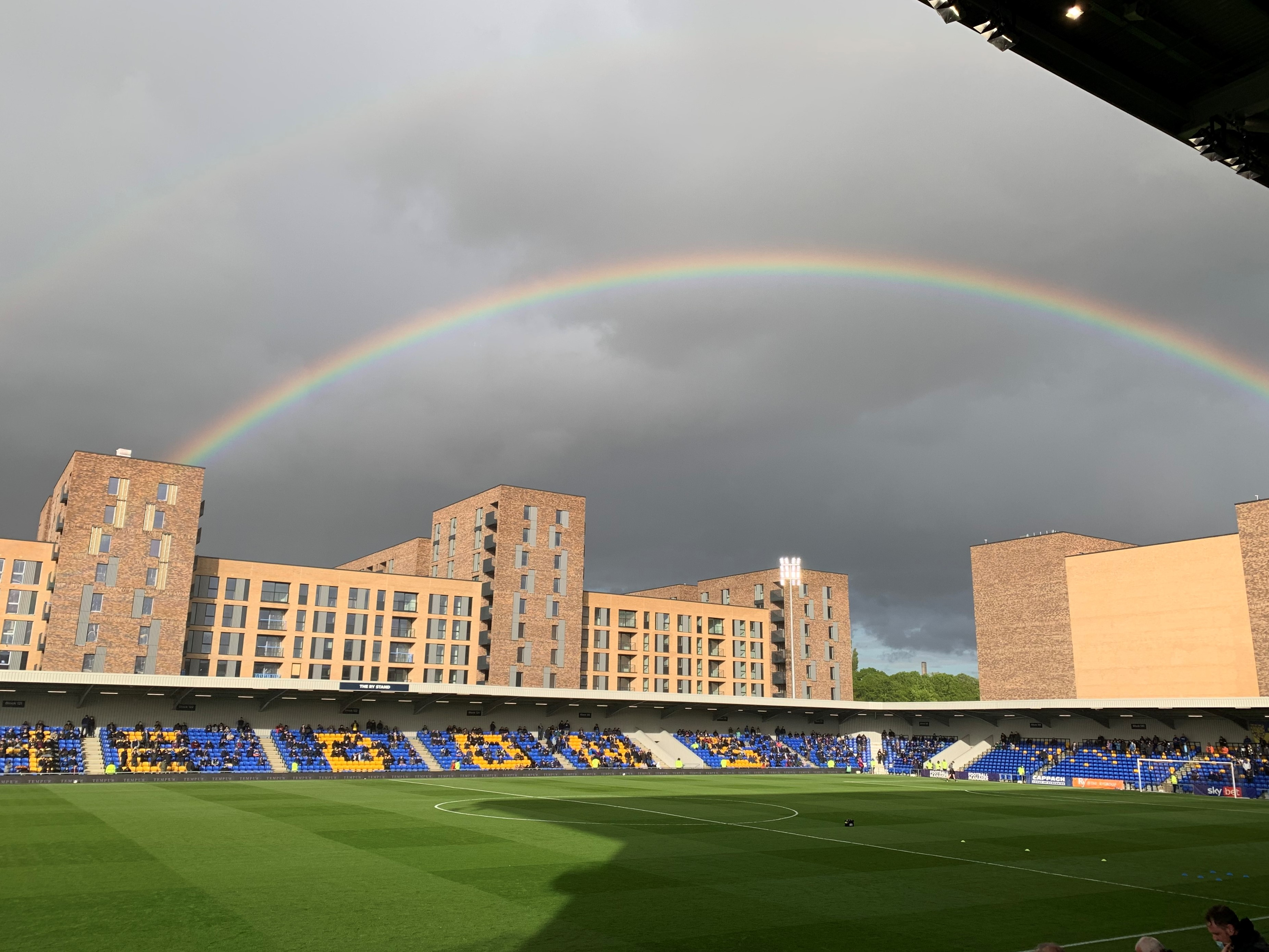
ピッチ3